# Valentina intrepida
Valentina intrepida è una storia a fumetti di Valentina, celebre personaggio creato da Guido Crepax. In questa storia viene ripreso ed approfondito l'approccio già usato ne L'intrepida Valentina di carta, raccontando le origini sia di Valentina che di Philip, dall'infanzia fino all'età adulta (la storia si conclude appena prima dell'inizio de La curva di Lesmo, primo episodio della serie).

## Trama
Valentina nasce il 25 dicembre 1942, mentre suo padre (l'ingegnere Guido Rosselli) sta combattendo a Dnipropetrovsk nella campagna di Russia; tornerà nel 1943, lieto di aver perso la guerra in quanto antifascista, suggerendo di rifugiarsi in Svizzera. Valentina trascorre il resto dell'infanzia appassionandosi ai fumetti del padre, tra cui Flash Gordon, L'Uomo Mascherato e Mandrake.
All'inizio dell'adolescenza Valentina soffre di anoressia e viene mandata da uno psicanalista. La situazione migliora quando la madre la porta al cinema a vedere Il Vaso di Pandora e Valentina decide di tagliarsi i capelli a caschetto come Louise Brooks. Successivamente frequenta il liceo classico Berchet e ha una relazione con il suo professore di storia. Nel 1962, quando Valentina ha 19 anni, entrambi i genitori muoiono in un disastro aereo. Rimasta sola, inizia a lavorare come fotografa, finché nel 1965 non riceve una telefonata dall'amico e architetto Leo Pellegrini che le chiede di accompagnarlo a Malpensa a prendere Philip Rembrandt.
In parallelo viene raccontata la vita di Philip (7 anni più grande rispetto a Valentina), che da bambino viveva a Leida e giocava con i suoi poteri medianici immobilizzando gabbiani in volo e formiche. A 18 anni si trasferisce con i genitori a New York e decide di assumere l'identità segreta di Neutron per poter usare i suoi poteri a fin di bene. In America si appassiona all'arte moderna, diventando un critico.

## Personaggi

### Valentina Rosselli
Valentina nasce durante la guerra e viene mostrato come fin da bambina preferisca evadere dalla realtà per vivere nelle fantasie e nei sogni legati alle storie che le vengono lette (come Alice nel paese delle meraviglie). In gioventù affronta traumi importanti come l'anoressia e la morte dei genitori.

### Philip Rembrandt
Philip nasce nei Paesi Bassi e durante l'infanzia impara a usare il suo potere, incuriosito dalle leggende di famiglia raccontate dalla nonna (che legano le sue origini ai Sotterranei, come spiegato nell'omonimo episodio). Dopo essersi trasferito in America, crea l'alter-ego Neutron per combattere la criminalità come un supereroe.

## Curiosità
- La storia contiene molti elementi autobiografici. Il padre di Valentina condivide con Crepax l'orientamento politico trotzkista (oltre che il nome), mentre a Philip l'autore ha attribuito la sua passione per la musica jazz. Per quanto riguarda Valentina, è reale l'ispirazione a Louise Brooks, mentre dalla moglie Luisa l'autore ha tratto il giorno del compleanno (25 dicembre) e l'esperienza adolescenziale con l'anoressia. Infine per l'aspetto di Valentina da bambina, Crepax ha preso spunto dalla figlia Caterina.

## Pubblicazioni
- linus gennaio/dicembre 1972[1][2][3][4][5][6][7][8][9][10][11][12]
- Milano Libri (Diario di Valentina) ottobre 1975
- Milano Libri (Io, Valentina - La vita e le opere) giugno 1985
- RCS (Volume 1) 2007
- Salani (Biografia di un personaggio) 2010
- Mondadori (Volume 27) 2015